# او همسر من است (فیلم)
او همسر من است 
(به تلوگویی: Aavida Maa Aavide) فیلمی محصول سال ۱۹۹۸ و به کارگردانی او ساتیانارایانا است. در این فیلم بازیگرانی همچون آکینی ناگرجونا، تابو، هرا راجاگوپال و کوتا سرینیواسا راو ایفای نقش کرده‌اند.